# NGC 6352
NGC 6352是位於南半球天壇座的一個球狀星團，科德韦尔编号C81。面积较小但亮度较高且集中，使用主鏡口徑15公分的小望鏡就足以分辨出這個疏鬆星團內的恆星。
C81是已知金属丰度最大的球状星团之一，其金属丰度为太阳的1/5，而通常的球状星团金属丰度为太阳的1/100。